# Média mainstream
L’anglicisme média mainstream (legacy media est aussi utilisé dans les pays anglophones) est un terme utilisé pour désigner collectivement les divers grands médias de masse qui influencent un grand nombre de personnes et qui reflètent et façonnent les courants de pensée dominants. Le terme est utilisé pour contraster avec les médias alternatifs qui peuvent contenir un contenu avec une pensée plus dissidente en contradiction avec les vues dominantes des sources traditionnelles. Les expressions grand média et média traditionnel sont aussi utilisées. 
Le terme est souvent utilisé pour les grands conglomérats de presse, notamment les journaux et les médias audiovisuels, qui ont subi des fusions successives dans de nombreux pays. La concentration de la propriété des médias suscite des inquiétudes quant à une homogénéisation des points de vue présentés aux consommateurs de nouvelles. Par conséquent, le terme médias mainstream est largement utilisé dans les conversations et la blogosphère, parfois dans un sens opposé, péjoratif ou méprisant, dans les discussions sur les médias de masse et leurs partis pris. 

## Impartialité des médias grand public
Selon Business Insider, 64 % des Américains jugent que les informations qu'ils lisent ou dont ils entendent parler sont biaisées. D'après The Berlin School Of Creative Leadership, les journaux d'information tels que le New York Times, le Wall Street Journal, le Washington Post et la BBC sont classés parmi les organes d'information les plus impartiaux. La BBC est jugée digne de confiance par plus de six personnes sur dix, ce qui est très élevé par rapport aux autres médias.

## Critique
Selon le philosophe Noam Chomsky, les médias ayant un public d'élite, telles que CBS News et The New York Times, sont des sociétés prospères disposant des atouts nécessaires pour donner le ton à d'autres agences de presse plus petites, qui manquent de ressources comparables en créant des conversations qui se répercutent en une nouvelle organisations utilisant l'Associated Press et d'autres moyens d'agrégation[réf. souhaitée].